# Yuval Cohen
Yuval Cohen (* 1973 in Tel Aviv) ist ein israelischer Jazz-Sopransaxophonist, Bandleader und Komponist.

## Leben
Yuval Cohen ist der Bruder von Avishai Cohen (Trompete) und Anat Cohen (Klarinette, Tenorsaxophon), mit denen er auch in der Familienband 3 Cohens spielt. Er studierte auf dem Konservatorium in Tel Aviv und spielte während seines Wehrdienstes 1991 bis 1994 in der Bigband der israelischen Armee (Altsaxophon, Arrangeur, Ko-Leiter).  Danach studierte er am Berklee College of Music (Abschluss 1996 summa cum laude) und an der Manhattan School of Music. Zu seinen Lehrern gehörten Joe Viola, George Garzone, Bill Pierce, John LaPorta und Charlie Banacos.
Sein Debüt-Album Freedom erschien 2007 (mit Avishai und Anat Cohen), gefolgt von Song without words 2010 (Anzic Records), einem Duo mit dem Pianisten Shai Maestro, und Hakol Zehavi 2014 (Musik von David Zehavi arrangiert für Jazz-Septett). Mit der Familienband 3 Cohens erschienen die Alben One (2004), Braid (2007), Family (2011) und Tightrope (Anzic Records 2013). 2014 gewannen sie den Kritiker-Poll von Down Beat in der Rising Star Kategorie Jazz Group. Er spielt mit eigenem Quartett und im Duo mit dem Pianisten Masako Hamamura. Mit den 3 Cohens und der WDR Big Band entstand das Livealbum Interaction (Anzic, 2025).
2010 machte er seinen Master-Abschluss in Komposition an der Rubin Academy for Music and Dance in Jerusalem, an der er auch unterrichtet. Er lehrt auch am Konservatorium in Tel Aviv und der Thelma Yellin High School of Arts, deren Bigband er leitete. 2010 erhielt er den Landau-Preis in der Sparte Jazz. Er ist Anwalt.
Es gibt auch einen Pianisten Yuval Cohen, mit dem er nicht verwandt ist.